# Chignall
Chignall – civil parish w Anglii, w Esseksie, w dystrykcie Chelmsford. W 2011 civil parish liczyła 311 mieszkańców. Chignall jest wspomniana w Domesday Book (1086) jako Cingehala.